# Саїткулово (Абзеліловський район)
Саїтку́лово (рос. Саиткулово, башк. Һәйетҡол) — присілок у складі Абзеліловського району Башкортостану, Росія. Входить до складу Бурангуловської сільської ради.
Населення — 146 осіб (2010; 124 в 2002).
Національний склад:
- башкири — 100%